# Robert Brooks
Robert Darren Brooks (Greenwood, 11 luglio 1972) è un ex giocatore di football americano statunitense che ha giocato nel ruolo di wide receiver nella National Football League (NFL). Fu scelto dai Green Bay Packers nel terzo giro del Draft NFL 1992. Al college giocò a football a South Carolina.

## Carriera professionistica
Brooks fu scelto come 62º assoluto nel Draft 1992 dai Green Bay Packers. Nel 1993 guidò la  NFL nella media di yard ritornate per kickoff con 26,6. Il suo momento giunse nel 1995 dopo l'infortunio che pose fine alla carriera di Sterling Sharpe. Quell'anno guidò i Packers con 102 ricezioni e 13 touchdown, terminando con 1.497 yard ricevute, un record di franchigia. Durante quella stagione, Brooks ricevette un passaggio da 99 yard da Brett Favre durante il Monday Night Football contro i Chicago Bears dell'11 settembre. Quella ricezione rimane un record NFL, condiviso con altri undici giocatori.
Brooks subì un grave infortunio al ginocchio nella settimana 7 della stagione 1996 contro i San Francisco 49ers, riportando la rottura del legamento crociato anteriore e del tendine patellare. Perse il resto della stagione, non riuscendo a disputare il Super Bowl XXXI, dove i Packers batterono i New England Patriots 35-21. Brooks tornò in campo nella stagione 1997 dove fu premiato con l'NFL Comeback Player of the Year Award dopo avere ricevuto 60 passaggi per 1.010 yard e 7 touchdown. In seguito sviluppò però dei problemi alla schiena che lo portarono a un breve ritiro. Tornò in campo per un'ultima stagione con i Denver Broncos nel 2000, giocando sporadicamente.

## Palmarès

### Franchigia
- Super Bowl : 1

Green Bay Packers: Vincitore del Super Bowl XXXI
- National Football Conference Championship: 2

Green Bay Packers: 1996, 1997

### Individuale
- NFL Comeback Player of the Year Award: 1

1997

## Statistiche
| Ricezioni     | 302   |
| Yard ricevute | 4.276 |
| Touchdown     | 32    |